# ガリレオ・ガリレイ理論物理学研究所
ガリレオ・ガリレイ理論物理研究所（ガリレオ・ガリレイりろんぶつりけんきゅうしょ、Galileo Galilei Institute for Theoretical Physics）は、イタリアのフィレンツェ近くに位置する研究機関である。
この研究所は広範な理論物理学の領域に取り組み、小規模な高度な研究会を組織している。また、毎年数名の優れた博士研究員を支援するGGI Boost Fellowというプログラムも提供する。

## 研究会
各研究会は、現在の研究の最先端を探究する特定のテーマに焦点を当てている。通常、研究会は2〜3ヶ月間続き、その分野に関連する国際的に活発な約10〜30人の参加者を集めている。研究会の目標は、参加者間の議論、アイデアの衝突、および協力を促進することにある。他の同様の機関と同様に、この研究所の目標は、対応する研究分野において重要な影響力を持つ成果を生み出すことにある。多くの理論物理学研究所は同様の方向で活動し、世界中から優れた研究者に長期間の共同研究の機会を提供しています。これらの研究所は、理論物理学の発展において積極的かつ重要な役割を果たしている。しかし、ヨーロッパには基礎的な相互作用物理に特化した機関が不足しており、ガリレオ研究所はこの空白を埋める存在である。ガリレオ研究所はイタリア国立核物理研究所（INFN）の支援を受けており、イタリア国立核物理研究所とフィレンツェ大学の支援も受けています。研究所はフィレンツェ近くのアルチェトリの歴史的な丘に位置し、ガリレオが1642年に居住し逝去した家に近接しています。この建物はフィレンツェ大学の所有になっている。研究所の基本的な参照枠組みは、INFN理論物理科学委員会によって提供され、研究所の活動を支援しています。INFNの物理学者は国際的に認められており、生産的で有益な環境を提供している。研究所の活動は、科学委員会と諮問委員会によって共同で組織されてい. 。さらに、「起動委員会」が設置されており、科学的および経営的な構造に関するアドバイスを提供し、科学委員会および諮問委員会の形成基準に対する提案を行っている。起動委員会のメンバーには、ダヴィド・グロス（David Gross）、ジュゼッペ・マルケージーニ（Giuseppe Marchesini）、アルフレッド・ミューラー（Alfred Mueller）、ジョルジョ・パリージ、ガブリエレ・ヴェネツィアーノ（Gabriele Veneziano）（議長）が含まれている。

## 博士研究員
2021年以降、ガリレオ・ガリレイ理論物理研究所では、「GGI Boost Fellow」というプログラムが設立され、年に3〜5人の優れた博士課程修了者がポスドク研究を行う支援を受けることができる。このプログラムは物理学の分野で新たに博士号を取得した研究者を引きつけ、彼らが「基本的な相互作用理論」の研究に従事できるようにすることを目的としている。このプログラムでは、ポスドク研究員はガリレオ・ガリレイ理論物理研究所の所長と外部の指導教員の両方から指導を受け、科学的な活動を展開している。
 